# Палац Ахурія-Енеа
Палац Ахурія-Енеа  — будівля в місті Віторія-Гастейс на півночі Королівства Іспанія. Ахурія-Енеа офіційна резиденція Леендакарі (президента) Країни Басків.

## Історія
Палац побудований в 1920 році швейцарським архітектором Альфредо Бешліном. Першим власником став місцевий підприємець  Серафін Ахурія. На фасаді будівлі представлені необаскські елементи. В 1966 році родина Ахурія передала будівлю у власність ордену Мадре Есколапіас, який використовував палац як школу. В 1972 року будівлю було продано місцевій раді Алави. уже в 1980 будівля стала резиденцією першого Леендакарі після вигнання Карлоса Герайкоєчеа.

## Господарі
Карлос Гарайкоєчеа 1980-1985
Хосе Антоніо Арданса 1985-1999
Хуан Хосе Ібаррече 1999-2009